# تلمبه محمد ناچوئی
تلمبه محمد ناچوئی روستایی در دهستان محمودآبادسید بخش زیدآباد شهرستان سیرجان استان کرمان ایران است.

## جمعیت
بر پایه سرشماری عمومی نفوس و مسکن در سال ۱۳۹۵ جمعیت این مکان ۲۷ نفر (۸خانوار) بوده‌است.